# Pál Joensen
Pál Joensen (* 10. prosince 1990 Vágur) je plavec z Faerských ostrovů, specialista na delší kraulařské trati a první reprezentant této země, který získal medaili na plaveckém mistrovství světa.
Získal tři zlaté medaile na Mistrovství Evropy juniorů v plavání 2008 v závodech na 400 m, 800 m a 1500 m volným způsobem. Na Mistrovství Evropy v plavání 2010 skončil druhý na 1500 m volný způsob. Na Mistrovství světa v plavání 2011 byl čtvrtý na 1500 metrů a pátý na 800 metrů. Původně se připravoval v jediném pětadvacetimetrovém bazénu na rodném ostrově Suðuroy, v roce 2012 se kvůli lepším tréninkovým podmínkám odstěhoval do Dánska. Dánsko také reprezentoval na olympiádě 2012 (Faerské ostrovy nemají vlastní olympijský výbor), obsadil desáté místo na 400 metrů a s dánskou kraulařskou štafetou byl třináctý. Na Mistrovství světa v plavání v krátkém bazénu 2012 byl třetí na patnáctistovce, na Mistrovství Evropy v plavání 2014 vybojoval stříbrné medaile na 800 m i 1500 m. Na Mistrovství světa v plavání v krátkém bazénu 2014 skončil čtvrtý na patnáctistovce v čase 14:26,54, což je nejen jeho osobní rekord, ale zároveň rekord celé Skandinávie. Je také majitelem dvaadvaceti zlatých medailí z Ostrovních her a více než stonásobným mistrem své země. Byl vyhlášen nejlepším faerským sportovcem v letech 2007, 2008, 2009 a 2013.